# Jean-Dominique Bauby
Jean-Dominique Bauby (Parijs, 23 april 1952 – Berck, 9 maart 1997) was een bekende Franse journalist en auteur en redacteur van het Franse modeblad Elle..

## Locked-in-syndroom
Op 8 december 1995 had Bauby een zware beroerte. Toen hij 20 dagen later wakker werd, merkte hij dat hij niet meer kon spreken; hij kon alleen met zijn linkerooglid knipperen. Dit locked-in-syndroom zorgt voor een toestand waarin de geestelijke capaciteiten intact blijven maar waarbij het grootste deel van het lichaam verlamd raakt. In het geval van Bauby waren zijn mond, armen en benen verlamd. Hij verloor 27 kg in de eerste 20 weken na zijn beroerte

## Memoires
Ondanks zijn lichamelijke toestand schreef Bauby het boek Le scaphandre et le papillon (NL: Vlinders in een duikerpak), door te knipperen met zijn ooglid wanneer de juiste letter was bereikt door een persoon die langzaam en steeds opnieuw het alfabet oplas. Bauby moest zijn boek in zijn hoofd opstellen en daarna het letter voor letter mededelen. Om zijn dictaat efficiënter te maken, las Claude Mendibil, die het boek op papier zette, het alfabet voor op een speciale wijze  waarbij de letters op gebruiksfrequentie in het Frans waren gerangschikt. Het boek werd in Frankrijk gepubliceerd op 7 maart 1997. Bauby stierf aan een longontsteking vlak na de publicatie van zijn boek.

## Film
In 2007 kwam de film Le Scaphandre et le Papillon uit. Regisseur is Julian Schnabel met acteur Mathieu Amalric als Bauby. Schnabel won de prijs voor beste regisseur in Cannes, een Golden Globe Award en een Academy Award-nominatie voor beste regisseur.